# 易见龙
易见龙（1904年9月29日—？），男，湖南湘阴人，中国生理学家、血液学家，曾任湘雅医学院副院长，第二、三、四届全国政协委员。